# Swoosh
Swoosh (произнася се \ˈswu̇sh\, свуш) е символът на производителя на спортни обувки и облекла Nike. Този символ е сред най-разпознаваемите емблеми в света.

## История
Емблемата swoosh е създадена през 1971 г. от студентката по дизайн от Портландския университет Каролин Дейвидсън (Carolyn Davidson). Тя се запознава с Филип Найт, когато той преподава в курсове за счетоводители, и започва да работи като фрийлансър за неговата фирма Blue Ribbon Sports (BRS).
В течение на седем години след основаването си през 1964 г. компанията BRS внася спортни обувки от японската Onitsuka Tiger. През 1971 г. компанията решава да пусне на пазара свой собствен бранд под името Nike. Дейвидсън приема предложението на Найт да се заеме с дизайна на новата марка. Знакът „swoosh“ е създаден в момент, когато Каролин е разстроена от няколкото си неуспешни опити да създаде „нова, свежа“ емблема и драснала на хартията просто една „човка“ (отметка). През пролетта на 1971 г. Дейвидсън представя на Найт и другите ръководители на BRS редица варианти на емблемата, и в края на краищата те избират знака, днес известен като „swoosh“, съзирайки в него символ на разперените криле на гръцката богиня Нике. Дейвидсън представя сметка за 35 долара за работата си. Тази сума, ако се коригира с инфлацията за 2018 г., би била равностойна на около 217 щ.д. Дейвидсън продължава да работи за Blue Ribbon Sports (официално тя става Nike, Inc. през 1972 г.), докато дизайнерските изисквания на разрастващата се компания надхвърлят капацитета на един човек. През 1976 г. компанията наема първата си външна рекламна агенция, John Brown and Partners, и Дейвидсън продължава да работи по нуждите на други клиенти.
Първите спортни обувки с емблемата „swoosh“ са представени през юни 1972 г. на подборните състезания за Олимпийските игри по лека атлетика в град Юджийн, щата Орегон. Nike продължава да използва емблемата до днес.
През 1983 г. Найт подарява на Дейвидсън диамантен пръстен под фо̀рмата на емблемата „swoosh“ и плик с акции на Nike (с необявена стойност), за да изрази благодарността си.